# Freispitze
Die Freispitze ist ein 2884 m ü. A. hoher Berg in den Lechtaler Alpen im österreichischen Bundesland Tirol. Sie bildet ein etwa zwei Kilometer langes von Nordosten nach Südwesten verlaufendes Massiv, das bis 600 Meter hohe Felswände aufweist. Auf der historischen Tirol-Karte von Peter Anich aus dem Jahre 1774 erscheint sie als Freyspitz. Die erste dokumentierte Besteigung der Freispitze erfolgte am 19. August 1878 durch Anselm Klotz, aus Stockach (bei Bach in Tirol), dem ersten vom Alpenverein 1885 autorisierten Lechtaler Bergführer, und den Salzburger Juristen und Bergpanoramazeichner Anton Sattler. Klotz ist jedoch bereits 1873 mit seinem Gefährten Josef Frey auf dem Gipfel gewesen.

## Lage und Umgebung
Der Berg liegt gut sieben Kilometer Luftlinie südlich der Gemeinde Bach im Lechtal und etwa vier Kilometer westlich der Memminger Hütte. Benachbarte Gipfel sind im Norden, getrennt durch die Karlescharte, die Saxerspitze mit 2690 Metern Höhe, im Süden die Grießlspitze (2830 m) und im Südwesten die 2837 Meter hohe Rotspitze.

## Geologie und Besonderheiten
Durch ihre eindrucksvolle Breite von zwei Kilometern, ihre kantige Form und die bis zu 600 Metern hohen Wände besitzt die Freispitze eine große geografische Dominanz gegenüber ihrer Umgebung. Vor allem die 500 Meter hohe Südwand aus dem harten Kalkstein der geologischen Stufe Oberrät macht diesen Berg zu einem interessanten Ziel für Kletterer. Die geologische Vielfalt zeigt sich am Ostgrat mit hartem Aptychenkalk aus dem oberen Jura. Die Gipfelformation besteht aus Kalk des oberen Trias der Kössener Schichten. Im Südostpfeiler der Freispitze steht Gestein aus dem Rät an und im Südwesten findet man große Flächen mit Fleckenmergel.

## Stützpunkte und Routen zur Besteigung
Der Weg der Erstbesteiger im August 1879 führte vom Alperschontal und der Alperschonalpe aus über die Westseite zum Gipfel in etwa sieben Stunden.   Als Stützpunkte für eine heutige Besteigung der einsam gelegenen und daher touristisch nicht überlaufenen Freispitze dienen die Ansbacher Hütte und die Memminger Hütte (2242 m). Der Normalweg, der heute gebräuchlichste Anstieg, auf die Freispitze führt von der Memminger Hütte mit großem Höhenverlust zunächst hinab ins Parseiertal, dann nordwestlich hinauf zur Schafgufel in 2000 Meter Höhe, dann weglos durch das Parseiergrieß südlich am Südostpfeiler der Freispitze vorbei und über steile Mergelschrofen in die Südliche Freispitzscharte.  Dort geht es über einen kleinen Durchschlupf in der Wand über Schutt, dann festen Fels zum Gipfel. Die Dauer der Tour beträgt mindestens fünf Stunden. Laut Literatur gibt es auf diesem durchaus nicht einfachen Anstieg Kletterstellen im Schwierigkeitsgrad UIAA II+ bis III-. Der Weg von der Ansbacher Hütte überschreitet die Rotspitze (2837 Meter) und die Rote Platte (2831 Meter) und gehört zu den eindrucksvollsten Touren in den Lechtaler Alpen. Ein weiterer und wesentlich einfacherer Anstieg führt von Norden über die drei Scharten und den Westgrat zum Gipfel. Vom Parseiertal kann die Freispitze auch direkt über den Jägerrücken bestiegen werden. Der Anstieg von insgesamt 1600 Höhenmetern bietet über 1000 Höhenmeter mit eher leichter Kletterei in sehr ausgesetzten und meist grasigen Schrofen. Die Schlüsselstelle ist kurz unter dem Gipfel die Querung der Nordwand Schwierigkeitsgrad UIAA IV.

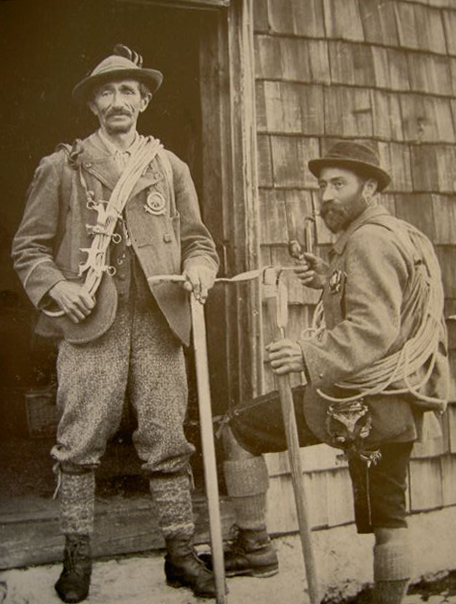
Anselm Klotz (links) und Josef Frey (rechts)

Die Südwand wurde wegen ihrer abgeschiedenen und schwer zugänglichen Lage erst vergleichsweise spät im Jahre 1969 durchstiegen (Schwierigkeitsgrad UIAA VI). Auch heute ist es für Kletterunternehmungen am besten, unterhalb der Wand im Parseiergrieß zu biwakieren. Dies ist allerdings in Tirol – wie beinahe im gesamten Alpenbogen – nur in Notsituationen als Notbiwak erlaubt.